# Karlsruher Fussball Verein
Karlsruher Fussball Verein é uma agremiação esportiva alemã, fundada a 17 de novembro de 1891, sediada em Karlsruhe, em Baden-Württemberg.
Antes da Primeira Guerra Mundial, o KFV entrou na história do futebol alemão, ao vencer o campeonato, em 1909-1910, e ficando em segundo duas vezes, em 1904-1905, e 1911-1912. Após uma longa e inconstante história, terminou suas atividades, em 2004, por problemas financeiros. A partir do verão de 2007 voltou às atividades, partindo das categorias mais baixas. Na temporada 2009-2010 participou da Kreisklasse C, a mais baixa divisão do futebol alemão, o 12º nível.

## História

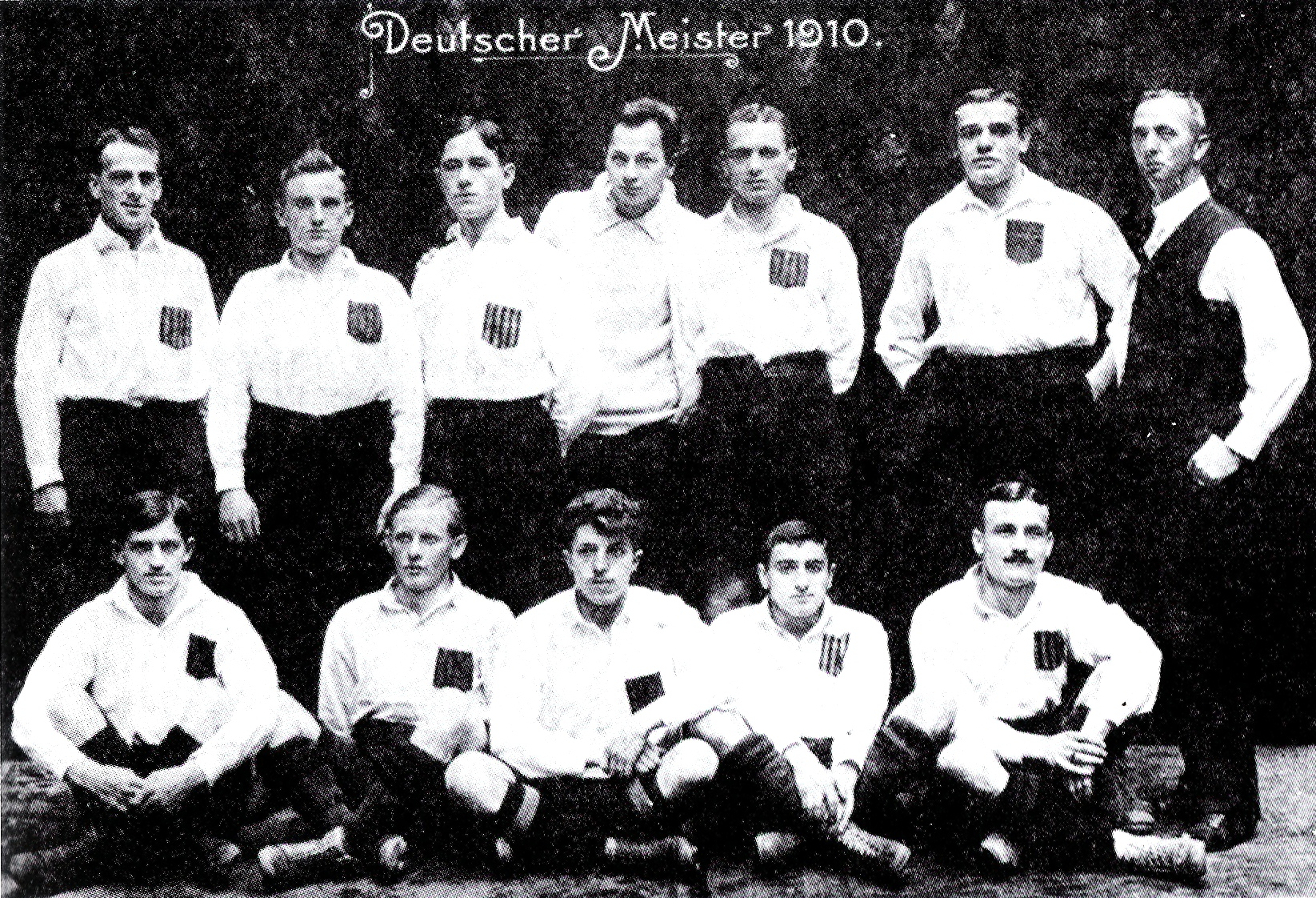
O elenco campeão alemão em 1910

O KFV foi fundado em 1891. Disputou sua primeira partida em 1892, ao perder por 1 a 0 do International FC 1889 Karlsruhe, clube formado por Walther Bensemann que, em 1894, se uniu ao KFV. Logo após a fundação da Federação de Futebol Alemã, a DFB, da qual é um dos membros fundadores, se tornou um dos times mais temíveis de toda a nação. Por cinco vezes se sagrou campeão da Alemanha Meridional em 1901, 1902, 1903, 1904 e 1905. Em 1903, garantiu o acesso às finais nacionais. No campeonato alemão de 1904-1905 obteve pela primeira vez o acesso à final, na qual foi derrotado pelo Union 92 Berlin. O título nacional ocorreu na temporada 1909-1910, ao bater por 1 a 0, nos acréscimos, o Holstein Kiel. Na temporada 1911-1912 alcança novamente a final, mas a perdeu por 2 a 1, contra os mesmos adversários de dois anos antes. No entanto, venceu por outros três anos, 1910, 1911 e 1912, o título da Alemanha Meridional.

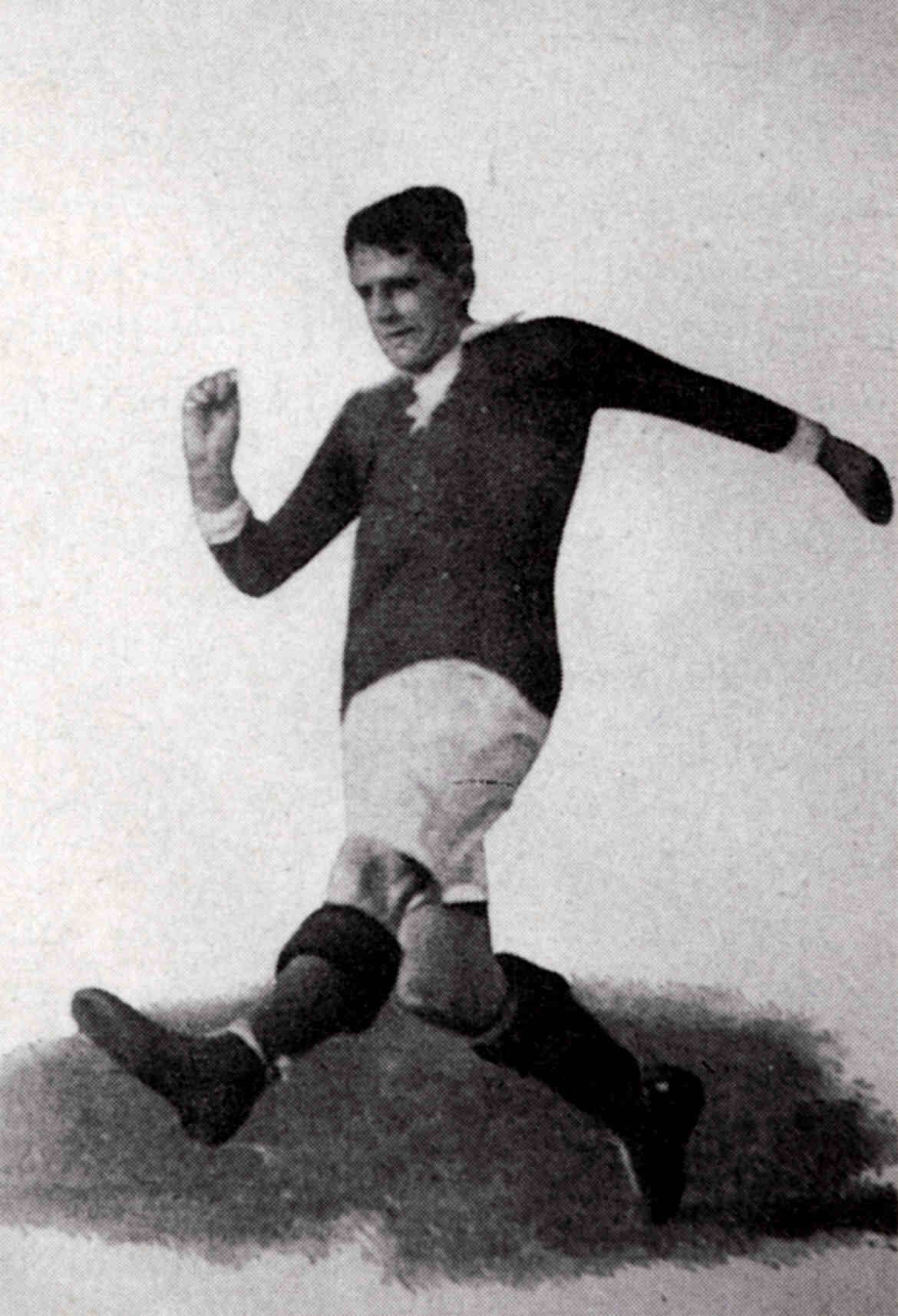
Gottfried Fuchs

No elenco dos melhores jogadores da época havia o trio de atacantes Fritz Förderer, Gottfried Fuchs e Julius Hirsch, que nos anos 1910 fizeram parte da Seleção da Alemanha. Em particular, Fuchs, em 1 de julho de 1912 entrou para a história do futebol alemão, ao marcar 10 gols no mesmo jogo, válido pela disputa olímpica vencida por 16 a 0 contra a Rússia..
Em 1925, assumiu como treinador o escocês Jimmy Lawrence, que havia sido goleiro do Newcastle United, proveniente do Preston North End, o qual havia sido rebaixado da máxima divisão inglesa. Lawrence permaneceu na agremiação de Baden-Württemberg até 1931. Durante os seis anos de permanência conquistou o título regional de Württemberg/Baden, em 1926, e os de Baden em 1928, 1929 e 1931. Esses títulos permitiram ao clube de disputar o título nacional, mas o KFV foi eliminado sempre por antecipação. Após a reforma dos campeonatos com o advento do regime nazista, o KFV participou oito vezes da Gauliga Baden. Entre as temporadas 1933-1934 e 1936-1937. E entre 1938-1939 e 1940-1941, além de 1943-1944.

### Depois da Segunda Guerra Mundial
Terminado o segundo conflito mundial, o futebol alemão se encontrava no caos. Na zona ocupada pelos aliados foram dissolvidas todas as atividades, incluindo as esportivas. Todavia, em breve tempo muitas sociedades se reformaram e foram reorganizados novamente torneios de caráter regional. Nos primeiros dois anos pós-bélicos esses torneios não qualificaram para nenhuma fase nacional. O KFV foi inserido na Oberliga Süd, o máximo campeonato da Alemanha Meridional. Em ambas as temporadas, 1945-1946 e 1946-1947, o KFV se apresentou no fim da classificação. No primeiro ano manteve o posto na máxima série por conta de reestruturação dos campeonatos, na segunda vez, o rebaixamento foi inevitável.
No início dos anos 1950 uma outra sociedade de Karlsruhe, o VfB Mühlburg, atravessava uma difícil crise financeira e estava à procura de uma fusão com uma outra sociedade de maior disponibilidade. O KFV não aceitou. Assim, em outubro de 1952, o Mühlburg se uniu ao FC Phönix para formar o Karlsruher SC. O KFV, nos anos sucessivos, conseguiu sempre de maneira difícil sustentar os custos necessários para competir em certames de alto nível. O último ano de militança na 2. Oberliga (segunda divisão) foi em 1957, após 5 torneios consecutivos naquela categoria. O descenso assinalou o início de um inexorável declínio. Até 1976, conseguiu manter uma digna presença na Amateurliga Nordbaden (terceira divisão). Depois, se afundou nas séries inferiores, até chegar à Kreisklasse B, a penúltima categoria nacional.
Em outubro de 2004, o KFV foi eliminado das competições com efeito imediato por causa de insolvência financeira.
Em 2007, a equipe foi reativada por iniciativa de Alexander Etzel, presidente da sociedade. O time partiu da Kreisklasse C, última categoria nacional, onde ainda atua.

## Títulos
- Campeão alemão: 1909-1910;
- Vice-campeão: 1905, 1912;
- Campeão da Alemanha Meridional: 1901, 1902, 1903, 1904, 1905, 1910, 1911, 1912;
- Südkreis-Liga (I): 1910, 1911, 1912;
- Kreisliga Südwest (I): 1922;
- Bezirksliga Württemberg-Baden (I): 1927;
- Bezirksliga Baden (I): 1928, 1929, 1931, 1932;

### Copa
- North Baden Cup: 1961, 1962, 1965;

## Cronologia recente
A recente performance do clube:
| Temporada | Divisão                           | Módulo | Posição |
| 2007–08   | Kreisklasse C Karlsruhe Staffel 1 | X      | 8ª      |
| 2008–09   | Kreisklasse C Karlsruhe Staffel 1 | XI     | 13ª     |
| 2009–10   | Kreisklasse C Karlsruhe Staffel 1 | XI     | 10ª     |
| 2010–11   | Kreisklasse C Karlsruhe Staffel 1 | XI     | 15ª     |
| 2011–12   | Kreisklasse C Karlsruhe Staffel 1 | XI     | 14ª     |